# Walter de Bibbesworth
Walter de Bibbesworth est un chevalier anglais et un poète anglo-normand du XIIIe siècle. 

## Biographie
Des documents confirment qu'ils possédait des terres dans la paroisse de Kimpton, dans l'Hertfordshire, à l'emplacement de la ferme actuellement dénommée Bibbsworth Hall, ou Bibbs Hall sur certaines cartes. Vers 1250, il prit part à la campagne militaire du roi d'Angleterre Henri III, sous les ordres du sénéchal Nicolas de Molis, en Gascogne. En 1270-1271, il aurait participé à la neuvième croisade, selon une tençon, ou débat poétique, entre Henry de Lacy et lui-même. Dans le poème, Walter, sur le point de partir pour la Palestine, se moque d'Henry car il reste chez lui par amour pour une certaine femme. En effet, le jeune Henry de Lacy, « marié depuis peu et confronté à d'importantes responsabilités chez lui », n'a guère participé à la neuvième croisade, contrairement à Walter, qui en revint. 
Il fut enterré au début du règne d'Édouard Ier d'Angleterre, à Little Dunmow, dans l'Essex.

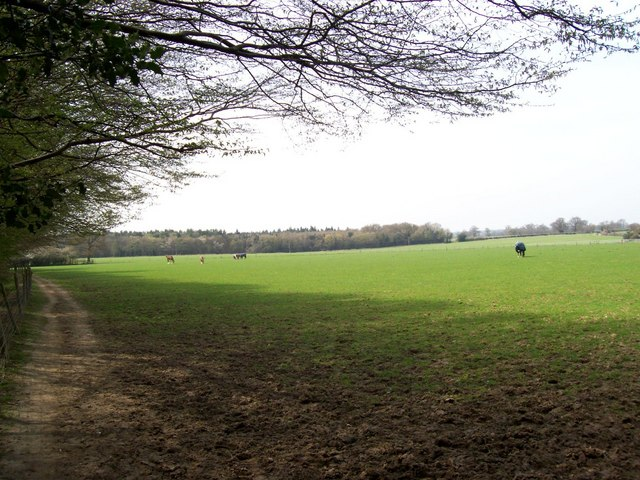
Des champs à proximité de Bibbsworth Hall, dans l'Hertfordshire.

## Œuvres
Mis à part cette tençon de 72 vers octosyllables, désignée également comme La Pleinte, Walter a composé un autre court poème en français en l'honneur de la Vierge Marie de 126 vers. Un court poème copié avec les précédents lui est parfois attribué : De bone femme la bounté, mais il est plus généralement donné au franciscain Nicole Bozon. 
Walter de Bibbesworth est surtout connu pour un poème didactique de 1140 octosyllabes, appelé dans d'anciens manuscrits Le Tretiz, écrit en vers, en français, avec des indications en moyen anglais entre les lignes. Celui-ci est connu par deux anciennes recensions. La préface de l'une d'entre elles précise que le traité a été écrit pour « madame Dyonise de Mountechensi », pour l'aider à enseigner le français à ses enfants . La destinataire est identifiée avec Dionisie d'Anesty, seconde femme de Warin de Munchensi, seigneur de Swanscombe, qu'elle épouse en 1234. Le poème a pu être écrit entre cette date et 1250 , mais d'autres spécialistes le datent de la seconde moitié du XIIIe siècle,.
Le Tretiz a connu une grande diffusion : 16 manuscrits en sont conservés et le texte a été intégré à un manuel de français copié vers 1415, Femina Nova,, conservé dans un seul manuscrit.

### Éditions des œuvres
- Le traité de Walter de Bibbesworth sur la langue française. Texte publié avec introduction et glossaire par Annie Owen, Paris, Presses universitaires de France, 1929 ; compte-rendu : Alfred Jeanroy  et Antoine Thomas, « Annie Owen, M. A., Le traité de Walter de Bibbesworth sur la langue française, texte publié avec introduction et glossaire, 1929 », Romania, tome 55, n °219-220, 1929. p. 575-579 Lire en ligne.
- William Rothwell, ed., Walter de Bibbesworth: Le Tretiz, Londres, Anglo-Norman Text Society, 1990 Lire en ligne.
- The treatise = Le tretiz of Walter of Bibbesworth, translated from the Anglo-Norman by Andrew Dalby with the Anglo-Norman Text, Totnes, Prospect Books, 2012, 155 p.
- Walter de Bibbesworth, Le tretiz, Edited by William Rothwell from MS. G (Cambridge University Library Gg.1.1) and MS. T (Trinity College, Cambridge 0.2.21) Together with Two Anglo-French Poems in Praise of Women (British Library, MS. Additional 46919), Aberyswyth et Swansea, The Anglo-Norman On-Line Hub, 2009 Lire en ligne.

### Études
- (en) William Aldis Wright, « Walter of Biblesworth », Notes and Queries, n° 8, 1871, p. 64 Lire en ligne.
- Georges Gougenheim et Anne-Françoise Labie-Leurquin, « Walter de Bibbesworth », dans Geneviève Hasenohr et Michel Zink, Dictionnaire des lettres françaises : le Moyen Âge, Paris, Fayard, 1992, p. 1500.
- (en) Kathleen Kennedy, « Le Tretiz of Walter of Bibbesworth », Daniel T. Kline, ed., Medieval Literature for Children, Londres, Routledge, 2003, p. 131-142.
- (en) Tony Hunt, « Bibbesworth, Walter of », sur Oxford Dictionary of National Biography, 2004 ; accès réservé.
- Laurent Brun, « Walter of Bibbesworth », sur ARLIMA Archives de littérature du Moyen Âge, 2014.